# Blue Monday
Blue Monday je singl izdan 1983. od strane grupe New Order koji je kasnije remiksiran 1988. i 1995. godine. Pjesma je često korištena i obrađivana od svog izdavanja i postala je svojevrsna himna klupske glazbe.
Sa svojih 7 i pol minuta, Blue Monday, je jedna od najdužih pjesama koje je dospjela na top liste u Velikoj Britaniji i glasi kao najprodavaniji 12" singl svih vremena.
Pjesma se često smatra ključnom u popularnoj glazbi 80ih. Među prvima je koja je spojila utjecaje synthpopa, glavnom pokretačkom silom Britanske glazbene scene prethodnih godina, i newyorške klupske scene. Prema tvrdnji Bernarda Sumnera, Blue Monday je nastao pod utjecajem četiri različite pjesme. Kompozicija je došla od pjesme Dirty Talk sastava Klein + M.B.O., bassevi su preuzeti iz disko klasika You Make Me Feel (Mighty Real), ritam iz pjesme Our Love Donne Summer, a ulazni i izlazni sample je preuzet iz Kraftwerkove pjesme Uranium. Sama pjesma je zamišljena kao bis koji bi se mogao odsvirati tako da članovi grupe pritisnu tipku play na sintesajzeru i napuste pozornicu.
Pjesma je ponovno remiksana 1988. i 1995. godine.

## Popis pjesama
- UK 12" Fac 73 (1983)

| 1. | »Blue Monday« | 7:29 |

| 1. | »The Beach« | 7:19 |